# Dysdera subsquarrosa
Dysdera subsquarrosa är en spindelart som beskrevs av Simon 1914. Dysdera subsquarrosa ingår i släktet Dysdera och familjen ringögonspindlar. Inga underarter finns listade i Catalogue of Life.